# Июнь 2012 года

Список событий июня 2012 года.

## События
- 1 июня
  - Окончательно отменено чрезвычайное положение в Египте[1].
  - В России вступил в силу закон о выборах губернаторов[2].
  - Китай и Япония приступили к прямому обмену юаня и японской йены без использования доллара США[3].
- 2 июня
  - Бывший президент Египта Хосни Мубарак приговорён судом к пожизненному заключению. Это вызвало массовые протесты в Каире, Александрии и Суэце[4].
  - Тигран Саркисян назначен премьер-министром Армении[5].
  - При посадке в Аккре грузовой Boeing 727 промахнулся мимо полосы, пробил ограду и сбил микроавтобус. Погибли 10 человек.
- 3 июня
  - По меньшей мере 153 человека погибли в результате авиакатастрофы пассажирского самолёта MD-83 нигерийской авиакомпании «Dana Air» в Лагосе[6].
  - 15 человек погибли, 40 — были ранены в результате атаки террориста-смертника на церковь в нигерийском городе Баучи[7].
  - В Стрельне (Санкт-Петербург) начал работу 29-й саммит Россия — ЕС[8].
  - В Лондоне состоялось торжественное шествие судов, посвящённое 60-летию пребывания на троне королевы Великобритании Елизаветы II[9].
- 4 июня
  - В Сочи открылся кинофестиваль «Кинотавр»[10], гран-при фестиваля получила лента Павла Руминова «Я буду рядом»[11].
  - В Санкт-Петербурге от инсульта умер советский и российский певец Эдуард Хиль[12].
  - В столице Ливии Триполи вооружённые повстанцы захватили международный аэропорт[13].
- 5 июня
  - Сирия объявила о высылке послов 17 западных стран[14].
  - Вспышка напряжённости на армяно-азербайджанской границе: министерство обороны Азербайджана заявило о гибели пяти военнослужащих при отражении атаки армянских солдат[15].
  - Парламент Ирана официально переизбрал Али Лариджани на пост спикера[16].
- 6 июня
  - В сирийском городе Аль-Кубейр (провинция Хама) убиты 78 человек[англ.][17].
  - Премьер-министром Сирии назначен бывший министр сельского хозяйства Рияд Хиджаб[18].
  - 22 человека погибли и около 50 получили ранения в результате двух взрывов, устроенных террористами-смертниками, на рынке в Южном Афганистане[19].
  - Прошло последнее в XXI веке прохождение Венеры по диску Солнца, видимое с Земли[20].
  - Всемирный запуск интернет-протокола IPv6[21].
  - Самолёт Solar Impulse приземлился в столице Марокко Рабате, завершив первый межконтинентальный перелёт летательного аппарата, работающего на солнечных батареях[22].
- 7 июня
  - Король Лесото Летсие III назначил лидера оппозиции Тома Табане премьер-министром страны[23].
  - В Пекине завершился 12-й саммит Шанхайской организации сотрудничества. Новым генсеком ШОС избран Дмитрий Мезенцев[24].
  - Генсек ООН Пан Ги Мун заявил, что на международных наблюдателей ООН в Сирии была совершена попытка покушения, когда они пытались выяснить подробности убийств мирных жителей[англ.] в деревне Аль-Кубейр[25].
- 8 июня
  - 19 человек погибли при взрыве бомбы в автобусе вблизи Пешавара[26].
  - На Национальном стадионе в Варшаве открыт 14-й Чемпионат Европы по футболу[27].
  - Президент России Владимир Путин подписал закон, ужесточающий наказания за нарушения на митингах[28].
  - Эстония и Кот-д’Ивуар установили дипломатические отношения[29].
  - Учёные показали, что супервитки на ДНК могут не только линейно двигаться, но и «прыгать» с места на место по всей длине молекулы[30][31].
- 9 июня
  - Министры финансов стран ЕС одобрили предоставление помощи[англ.] в размере до 100 миллиардов евро испанскому государству[32].
  - На западе Мьянмы начались столкновения[англ.] между мусульманами и буддистами, жертвами беспорядков стали почти 20 человек[33].
  - В Кении при крушении вертолёта погиб министр внутренней безопасности Джордж Сайтоти. В стране объявлен трёхдневный траур[34].
- 10 июня
  - Первый тур парламентских выборов во Франции[35]. Победу в первом туре одержали левые партии[36].
  - На 66-й церемонии вручения наград американской театральной премии «Тони» мюзикл «Однажды» получил 8 наград в различных номинациях[37].
- 11 июня
  - Рафаэль Надаль в седьмой раз выиграл открытый чемпионат Франции по теннису среди мужчин, среди женщин победительницей стала Мария Шарапова впервые в своей карьере[38].
  - Европейский союз утвердил план строительства самого большого в мире телескопа в пустыне Атакама в Чили[39].
  - В финале кубка Стенли команда Лос-Анджелес Кингз одержала победу над Нью-Джерси Девилз[40].
  - Депутаты парламента Албании избрали президентом страны главу министерства внутренних дел Буяра Нишани[41].
  - Сумма Нобелевской премии была уменьшена на 20 %, до 1,1 миллиона долларов, чтобы избежать финансового истощения фонда[42].
  - Землетрясение[англ.] магнитудой 5,4 произошло в горах Гиндукуш в Афганистане. Пострадали десятки населённых пунктов в провинциях Баглан и Тахар, погиб 71 человек[43].
  - Новым генсеком УНАСУР стал бывший министр иностранных дел Венесуэлы Али Родригес[44].
  - Под Серовом разбился самолёт Ан-2, погибли 13 человек. Обломки были обнаружены в мае 2013 года.
- 12 июня
  - В Москве прошёл второй оппозиционный «Марш миллионов», собравший от 18 до 40 тыс. человек[45].
  - Власти Туниса объявили комендантский час в восьми провинциях страны, включая столицу[46].
  - Йеменская армия взяла штурмом город Джаар в провинции Абьян, который около года находился под контролем исламистов[47].
  - В Варшаве перед матчем сборных России и Польши в рамках второго тура группового этапа Евро-2012 произошли массовые столкновения футбольных фанатов[48].
  - По окончательному постановлению суда Австралии, ставшая резонансным делом гибель двухмесячной Азарии Чемберлен в 1980 году, вызвана нападением дикой собаки динго[49].
- 13 июня
  - 84 человека погибли и более 300 пострадали в результате серии терактов в иракских городах Багдаде, Эль-Хилле, Киркуке и Кербеле[50].
  - Суд Туниса заочно приговорил экс-президента страны Зина эль-Абидина бен Али к 20 годам тюрьмы за участие в организации убийств демонстрантов[51].
  - НАСА запустило космический гамма-телескоп NuSTAR[52].
  - Дублинскую литературную премию получил британский писатель Джон Макгрегор за роман «Даже псы»[53].
  - Главный редактор «Новой газеты» опубликовал открытое письмо, в котором утверждал, что журналисту газеты Сергею Соколову грубо угрожал председатель Следственного комитета Александр Бастрыкин[54]. Александр Бастрыкин обвинения отверг[55].
  - Линус Торвальдс и японский учёный Синъя Яманакойстал стали обладателями Премии тысячелетия в области технологий[56].
  - Национальная ассамблея Никарагуа учредила национальный праздник 27 июня — День никарагуанского сопротивления, мира, свободы, единства и национального примирения. Речь идёт о контрас, сложивших оружие согласно мирным договорённостям 1988 года между правительством СФНО и движением Никарагуанское сопротивление[57].
- 14 июня
  - Конституционный суд Египта аннулировал результаты выборов трети депутатов Народного собрания из-за несоответствия закона о выборах парламента положениям Конституционной декларации. Кроме того, КС отменил закон о политической изоляции бывших высокопоставленных функционеров[58].
  - Компания Nokia сделала ряд объявлений, в частности, о грядущих сокращениях персонала и о продаже своего производителя мобильных телефонов класса люкс Vertu инвестиционной компании EQT VI[59].
  - На основе анализа снимков зонда «Кассини» американские и бразильские планетологи интерпретируют тёмные пятна в районе экватора Титана как метановые озёра[60].
- 15 июня
  - Россия направила в Сирию войска для охраны военных объектов[61][62].
  - Руководитель китайской программы исследования Луны Оуян Цзыюань заявил, что лунный зонд «Чанъэ-2» отправлен на изучение астероида Таутатис[63].
- 16 июня
  - Высший военный совет Египта официально распустил парламент страны[64].
  - На своём 15-м съезде Республиканская партия России объединилась с Партией народной свободы «За Россию без произвола и коррупции»[65].
  - Военные наблюдатели ООН приостановили свою деятельность на территории Сирии из-за эскалации насилия[66].
  - В Китае осуществлён запуск пилотируемого космического корабля «Шэньчжоу-9», в состав экипажа впервые включена женщина-тайконавт Лю Ян[67].
  - В Египте начался второй тур президентских выборов[68].
  - Аун Сан Су Чжи получила Нобелевскую премию мира в Осло спустя 21 год[69].
  - 26 человек погибли и более 50 получили ранения в результате взрыва на рынке в Ланди-Котал на северо-западе Пакистана вблизи афганской границы[70][71].
  - В Женеве скончался наследный принц Саудовской Аравии Наиф бин Абд аль-Азиз аль-Сауд[72].
  - Грузия и Южный Судан установили дипломатические отношения[73].
  - В результате двух взрывов в Багдаде погибло 32 человека, ещё около 70 ранены[74].
- 17 июня
  - В Египте завершился второй тур президентских выборов. Кандидат от исламского движения «Братья-мусульмане» Мохаммед Морси победил, набрав 52 % голосов[75].
  - Высший военный совет Египта возложил на себя функции законодательной власти до избрания нового парламента страны[76].
  - В Греции прошли выборы в парламент[77]. После подсчёта около 40 процентов бюллетеней «Новая демократия» набрала 30,45 % голосов, 26,04 % получила леворадикальная коалиция СИРИЗА, левоцентристская партия ПАСОК заручилась поддержкой около 13 % избирателей, «Независимые греки» получили 7,43 % голосов, «Золотая заря» — 6,96 %, «Демократические левые» — 6,04 %, Коммунистическая партия Греции — 4,49 %[78].
  - Умер афроамериканец Родни Кинг, избитый белыми полицейскими в 1992 году, что вызвало расовые бунты в Лос-Анджелесе, в ходе которых погибли 53 человека[79].
  - Второй тур парламентских выборов во Франции[80]. Абсолютное большинство мест в нижней палате парламента получила Социалистическая партия[81].
  - 45 человек погибли и 80 получили ранения в результате серии взрывов, произошедших в церквях северного нигерийского штата Кадуна и последовавших за ними беспорядков[82][83].
  - Кремль пригрозил ответными мерами на американский «закон Магнитского»[84]. Комитет сената США проголосует по «списку Магнитского» 19 июня[85]
  - Победителем открытого чемпионата США по гольфу стал американец Уэбб Симпсон[86].
- 18 июня
  - Саммит G20 открылся в мексиканском курортном городе Лос-Кабос[87].
  - В Йемене террористом-смертником убит командующий контртеррористической операцией на юге страны генерал Салем Али Катан[88].
  - Наследником престола Саудовской Аравии стал министр обороны принц Салман бен Абдель Азиз[89].
- 19 июня
  - Верховный суд Пакистана постановил, чтобы президент Асиф Али Зардари назначил нового премьера в связи с тем, что премьер-министр Юсуф Раза Гилани незаконно занимает пост главы правительства[90].
  - В Загребе (Хорватия) стартовал чемпионат Европы по вольной, греко-римской и женской борьбе среди юниоров[91].
- 20 июня
  - Лидер правоцентристской партии «Новая демократия» Антонис Самарас стал новым премьер-министром Греции[92].
- 21 июня
  - Премьер-министром Пакистана назначен министр текстильной промышленности Махдум Шахабуддин[93].
  - В Индонезии при заходе на посадку самолёт Fokker F27 врезался в жилой комплекс, погибло 9 человек, ранения получили более 30 человек[94].
  - В Москве открылся 34-й Московский международный кинофестиваль[95].
  - В Санкт-Петербурге (Россия) открылся XVI Петербургский международный экономический форум[96].
  - Лётчик военно-воздушных сил Сирии угнал истребитель МиГ-21 в Иорданию, где ему было предоставлено политическое убежище[97].
  - В финале чемпионата НБА команда «Майами Хит» выиграла у чемпионов Западной конференции «Оклахома-Сити Тандер»[98].
  - Правительство Греции было приведено к присяге вслед за Антонисом Самарасом[99].
- 22 июня
  - В Осло завершились слушания по делу террориста Андерса Брейвика[100].
  - В Рио-де-Жанейро завершился экологический саммит «Рио+20»[101].
  - Сенат Парагвая вынес импичмент президенту страны Фернандо Луго, который после оглашения сложил с себя полномочия главы государства. Новым президентом назначен Федерико Франко[102].
  - Агентство «Мудис» понизило кредитный рейтинг 15-ти крупнейших международных банков[103].
  - В Багдаде в результате двойного теракта погибли 14 человек, ещё 106 получили ранения[104].
  - При освобождении отеля в пригороде Кабула, захваченного талибами, убиты 16 человек и 5 боевиков[105].
  - Раджа Первез Ашраф стал новым премьер-министром Пакистана[106][107].
  - Силами ПВО Сирии сбит турецкий истребитель F4 «Фантом»[108].
  - Киотская премия была вручена американцу Айвену Сазерленду — создателю первого прообраза современных систем автоматизированного проектирования[109].
- 23 июня
  - ЦИК Египта объявил председателя Партии свободы и справедливости, члена руководящего совета движения «Братья-мусульмане» Мохаммеда Мурси новым президентом[110].
  - В Папуа-Новой Гвинее начались двухнедельные парламентские выборы[111].
  - Бразилия, Аргентина и Уругвай отозвали своих послов в Парагвае, где в результате импичмента отстранён от должности президент Фернандо Луго[112].
  - XXIII Всероссийский Олимпийский день, посвящённый Летним Олимпийским играм в Лондоне[113].
  - Автобус упал в пропасть в Колумбии, пять человек погибли, 30 ранены[114].
- 24 июня
  - Мексика, Перу и Венесуэла отозвали своих послов в Парагвае. Парагвай исключён из списка стран-участниц саммита Общего рынка Южной Америки (МЕРКОСУР). Кроме того Венесуэла прекратила поставки нефти в Парагвай[115][116].
  - Власти Туниса экстрадировали на родину бывшего премьер-министра Ливии Аль-Багдади Али аль-Махмуди[117].
  - На Галапагосских островах умер последний представитель подвида гигантской слоновой черепахи Одинокий Джордж[118].
- 25 июня
  - Новый президент Египта Мухаммед Мурси заявил что планирует восстановить нормальные отношения с Ираном, чтобы обеспечить стратегический баланс в регионе[119].
  - Испания направила в Еврогруппу официальную просьбу о предоставлении финансовой помощи[англ.], необходимой для рекапитализации испанских банков[120].
  - Кипр обратился к ЕС за финансовой помощью[121]
  - Турция инициировала созыв Совета НАТО для обсуждения ответных действий на уничтожение её военного самолёта, сбитого ПВО Сирии[122].
  - Министр финансов Греции Василис Рапанос подал в отставку из-за проблем со здоровьем[123].
  - Созданы микроскопические кремниевые излучатели закрученного света[124][125][126]
- 26 июня
  - Комитет сената США одобрил «Закон Магнитского» — акт, предусматривающий введение санкций в отношении российских чиновников, причастных к нарушениям прав человека[127].
  - В Бутане сгорела историческая крепость Вангди-Пходранг[128].
  - Калифорнийский город Стоктон заявил о своей финансовой несостоятельности, став крупнейшим городом-банкротом в США[129].
  - Новым министром финансов Греции назначен профессор экономики Афинского университета Яннис Стурнарас[130].
- 27 июня
  - Радикальные исламисты из группировки «Движение за единство и джихад в Западной Африке» захватили контроль над Гао в северной части Мали, ранее удерживаемым туарегами из Национального движения за освобождение Азавада[131].
  - 21 человек погиб и около ста ранены в результате серии взрывов, прогремевших в нескольких городах Ирака[132].
- 28 июня
  - Верховный суд США одобрил реформу здравоохранения, разработанную администрацией президента Барака Обамы[133]. В рамках реформы почти все американцы должны будут приобрести медицинскую страховку под угрозой штрафа. Республиканцы выступали резко против этой реформы, утверждая, что она ограничивает свободу жителей страны. Решение суда может оказать заметное влияние на исход президентской кампании[134].
  - В Монголии прошли парламентские выборы[135].
  - В Лондоне открылась канатная дорога, получившая название «Emirates Air Line[англ.]»[136].
  - Россия и другие ведущие мировые державы поддержали проект спецпосланника ООН и Лиги арабских государств по Сирии Кофи Аннана о формировании правительства национального единства, в которое войдут представители режима Башара Асада и члены оппозиции[137].
  - Узбекистан приостановил членство в Организации Договора о коллективной безопасности (ОДКБ)[138].
  - Сомали и самопровозглашённая Республика Сомалиленд заключили соглашение о примирении, получившее название Дубайской декларации[139].
  - Повстанцы-исламисты отбили у туарегов столицу самопровозглашённого государства Азавад город Томбукту[140].
  - Шри-Ланка и Сан-Марино установили дипломатические отношения[141].
- 29 июня
  - Лидеры стран еврозоны договорились о дальнейшем укреплении валютного союза и неотложных мерах, призванных помочь Испании и Италии бороться с долговым кризисом.[142].
  - В результате наводнения, вызванного проливными дождями, в индийском штате Ассам погибли 27 человек, около миллиона покинули свои дома[143].
- 30 июня
  - Президент Грузии Михаил Саакашвили назначил министра внутренних дел Вано Мерабишвили новым премьер-министром[144].
  - Избранный президент Египта Мухаммед Мурси принёс присягу перед коллегией Высшего конституционного суда в Каире[145].
  - В Исландии прошли президентские выборы. Победу на них в пятый раз подряд одержал Оулавюр Рагнар Гримссон[146][147].
  - Парагвай временно исключён из МЕРКОСУР и УНАСУР[148].
  - На Московском международном кинофестивале картина итальянского режиссёра Стефано Соллима «Все копы – ублюдки» (All Cops Are Bastards) получила три награды за лучший фильм, в том числе приз жюри Международной кинокритики (FIPRESCI)[149].
  - Исламисты разрушили в Томбукту (Мали) мавзолей Сиди Махмуда, построенный в XIV веке и входящий в список Всемирного наследия ЮНЕСКО, уничтожены также ещё два мавзолея[150].